# 三氟溴甲烷
三氟溴甲烷（别名：溴代三氟甲烷、哈龙1301、BTM）是一种氯氟烃，化学式为CBrF3。因为其密度高于空气，且不助燃，因此常被用作气体灭火剂。

## 物理性质
| 性质                   | 值                    |
| ---------------------- | --------------------- |
| 临界温度 (Tc)          | 66.9 °C (340.08 K)    |
| 临界压力 (pc)          | 3.956 MPa (39.56 bar) |
| 临界密度 (ρc)          | 5.13 mol.l-1          |
| 臭氧层消耗潜能值 (ODP) | 10 (CCl3F = 1)        |
| 全球变暖潜能值 (GWP)   | 7140 (CO2 = 1)        |

## 用途和历史

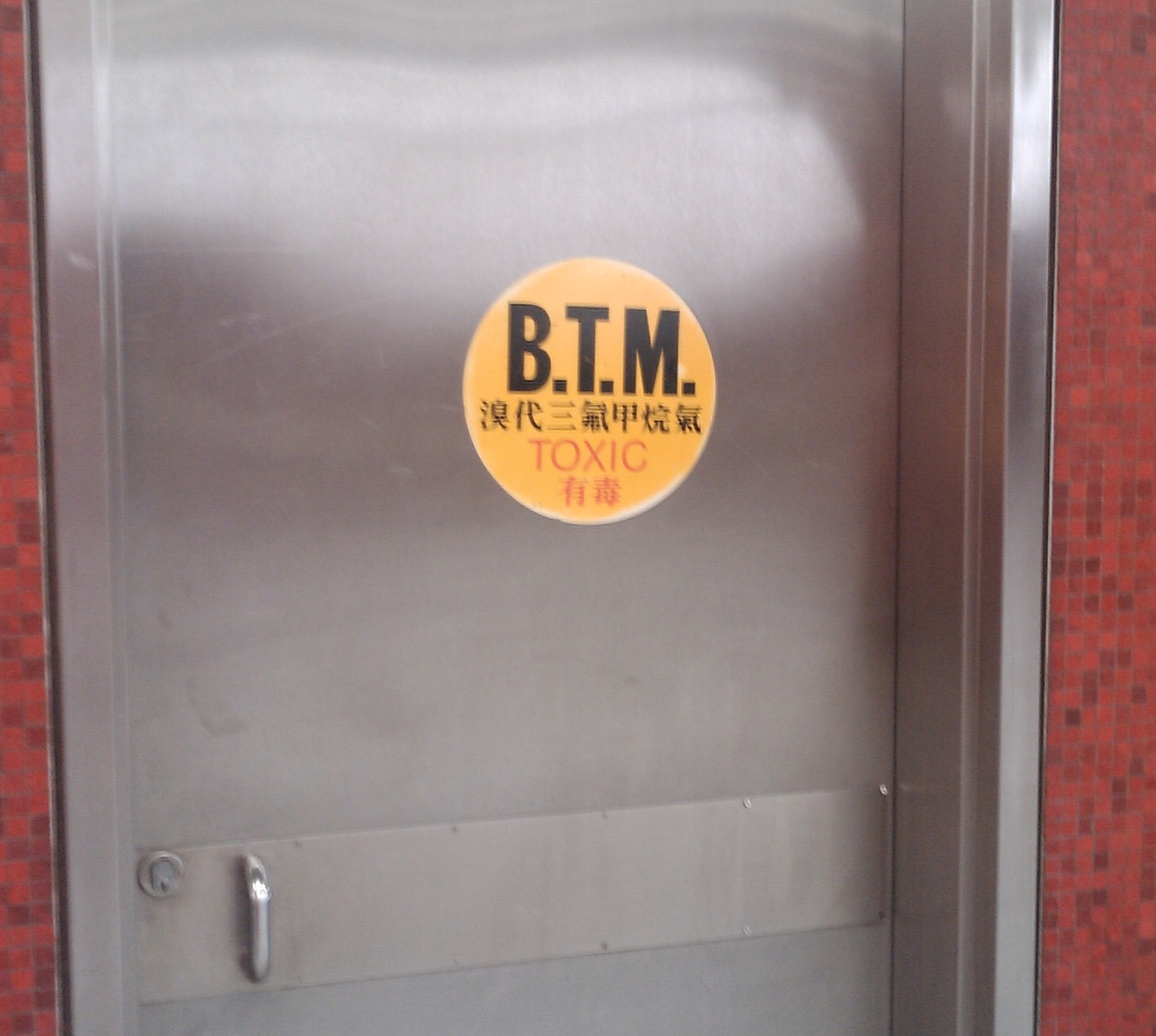
香港铁路站中常见的溴代三氟甲烷气(B.T.M.)警告标识

三氟溴甲烷在20世纪60年代开始作为一种气体灭火剂使用，现今被广泛应用航空、铁路、通讯、供電等领域。
由于包括三氟溴甲烷在在内的氯氟碳化合物对臭氧层有严重破坏的作用，1987年9月多国于加拿大蒙特利尔签署了《蒙特利尔议定书》，分阶段限制氯氟碳化合物的使用。由1996年1月1日起，氯氟碳化合物正式被禁止生产。
香港政府于1989年制定的保护臭氧层条例将三氟溴甲烷列入“受管制物質”。
中国大陆于1991年6月加入《蒙特利尔议定书》，于1996年颁布实施《中国消防行业哈龙整体淘汰计划》，承诺在2010年之前停止生产三氟溴甲烷灭火剂（哈龙1301）。

## 替代品
由於七氟丙烷不含有氯或溴，不会对大气臭氧层发生破坏作用，因此被采用替换三氟溴甲烷作为灭火剂原料。